# Бордуково (Медынский район)
Бордуково (Сковородиново) — исчезнувшая деревня в Медынском районе Калужской области России. Известно с конца XV века (1494 год), уничтоженно фашистами в 1942 году и не восстановлено. Крупное владельческое село с церковью Покрова Пресвятой Богородицы Медынского уезда. Церковь построена не ранее 1687 года, не сохранилось. 

## География
Урочище находится в пределах Смоленско-Московской возвышенности Русской равнины, по обе стороны речки Быстринки.
Рядом ныне существующие деревни: Вотчинка (1,5 км), Обухово (3 км), Бородино (5 км) и Романово (5 км).  
В 1936 году был описан геологический разрез известняков и глин нижнего карбона на обнажении в овраге у деревни.

## История
В начале 1494 года московские бояре назвали литовским послам восемь волостей, причисленных к медынским, среди них упоминается волость Сковородеск.
28 марта 1515 года великий князь Василий III Иоаннович пожаловал вотчиннику, выходу из «литвы дворовой»,  Дмитрию Ивановичу Мирославичу в Медынском уезде, Радомском стане, дворцовое село Сковороденское с деревнями. Среди них: деревни Прокшино, Щедрово, Бридкино, Серковская, Забелино, Озаровская, Родионово и починок Афанасов. Село и деревни ранее были во владении Анны Андреевны Дрожжиной. В 1532 году по смерти Дмитрия, его владения отошли к его жене Марье. В 1535 году Марья пожертвовала село Сковородеск Троице-Сергиевому монастырю. В духовной Марьи Н. Мирославич как должники упоминаются князья Петр Тимофеевич Тростенский и его сыновья Иван и Дмитрий.
Приказчиками по этому завещанию выступали  В.О. Коптев и А.И. Александров, послухом М.В. Пивов. Все они принадлежали к числу литвы дворовой. А.И. Александров и В.О. Коптев в Дворовой тетради был записаны по Можайску, а сыновья М.В. Пивова — по городу Ярославлю. Несмотря на расстояния, они продолжали поддерживать между собой тесные связи. Значительное число можайских помещиков и их ближайших родственников в Дворовой тетради было записаны в списке «литвы дворовой» по Медыни: Бокеевы, И.Т. Татров, А.Ф. Первенцов, Свитины, а также Ж.А. Борода. Скорее всего, к ним принадлежали также братья Спиридоновы.
В 1687 году село Бордуково принадлежало дьяку Фёдору Мартынову, в селе имелось 1 боярский и 6 крестьянских дворов. Крестьяне изъявили желание построить церковь Покрова Пресвятой Богородицы. Деревянная церковь была построена помещиком в 1700 году.
В начале XVIII века селом Бордуково в Мигулинском стане Медынского уезда владел начальный стольник Яков Фёдорович Мартынов, в селе имелся двор вотчинника и 9 крестьянских дворов.
В конце XVII церковная земля Никиты-мученика Можайской десятины находится при селе Бардаково ( 2 десятины). Владеют крестьяне Медынского уезда деревни Тереньтево, Фёдора Ивановича Сойминова.
В 1782 году село Бордуково (Скороводово тож) и деревня Жеребятниково с пустошами принадлежали Марии Тимофеевне Мартыновой. При селе имелись мельница, пруд, выделенная церковная и писцовая земля. Село стояло по обе стороны речки Быстринки, а на левом берегу речки Еловки располагался господский деревянный дом и церковь Покрова Пресвятой Богородицы. В селе имелось 40 дворов.
В XIX веке селом Бордуково и сельцом Жеребятниково владел майор Александр Иванович Можаров (род. 1796). 19 декабря 1853 года в селе Бордуково родилась дочь Александра Ивановича, Елизавета. Её брат, Иван Александрович Можаров, был женат на Софье Ивановне Куприной, сестре известного писателя. В 1854 году сельская церковь была перестроена на церковные средства.
В 1859 году Бордуково — владельческое село при реке Шаня и речке Быстренке, в нём 53 двора и православная церковь. Село располагалось по левую сторону тракта Медынь-Гжатск и относилось ко 2 стану Медынского уезда Калужской губернии. В 1860 году Бордуковым владели Иван Васильевич Майнов и его дети, малолетние Майновы. После реформ 1861 года Бордуково вошло в Романовскую волость Медынского уезда. К 1892-му году в селе открылась земская школа.
В 1918 году село вошло в Гусевский сельсовет.
В 1933 году, как участник Калужского филиала контрреволюционной монархической церковной организации ИПЦ, был арестован и приговорён к 5 годам лагерей сельский священник, Зверев Сергей Петрович. После разрушения церкви Бордуково перешло в статус деревни. 
В 1942 году при отступлении немецких войск сожжено вместе с деревней Шумово.

## Население
| 1782 | 1859  | 1878  | 1892  | 1913  |
| ---- | ----- | ----- | ----- | ----- |
| 401  | ↗ 526 | ↘ 469 | ↘ 441 | ↗ 602 |